# Oxystelma esculentum
Oxystelma esculentum är en oleanderväxtart som först beskrevs av Carl von Linné d.y., och fick sitt nu gällande namn av Robert Brown. Oxystelma esculentum ingår i släktet Oxystelma och familjen oleanderväxter. Inga underarter finns listade i Catalogue of Life.